# Сенюк (коммуна)
Сеню́к (фр. Senuc) — коммуна во Франции, находится в регионе Шампань — Арденны. Департамент коммуны — Арденны. Входит в состав кантона Гранпре. Округ коммуны — Вузье.
Код INSEE коммуны — 08412.
Коммуна расположена приблизительно в 190 км к востоку от Парижа, в 55 км северо-восточнее Шалон-ан-Шампани, в 55 км к югу от Шарлевиль-Мезьера.

## Население
Население коммуны на 2008 год составляло 153 человека.
| 1962 | 1968 | 1975 | 1982 | 1990 | 1999 | 2008 |
| ---- | ---- | ---- | ---- | ---- | ---- | ---- |
| 206  | 219  | 177  | 168  | 150  | 142  | 153  |

## Экономика
В 2007 году среди 75 человек в трудоспособном возрасте (15—64 лет) 48 были экономически активными, 27 — неактивными (показатель активности — 64,0 %, в 1999 году было 44,0 %). Из 48 активных работали 38 человек (25 мужчин и 13 женщин), безработных было 10 (7 мужчин и 3 женщины). Среди 27 неактивных 5 человек были учениками или студентами, 8 — пенсионерами, 14 были неактивными по другим причинам.